# Amezketa
Amezketa és un municipi de Guipúscoa, al País Basc.

## Eleccions municipals 2007
Cinc partits van presentar llistes en el municipi en les passades eleccions. Dues formacions independents, l'esquerra abertzale EAE-ANV, el PSE-EE i PP. Aquests van ser els resultats: 
- Independents per Amezketa 1 : 243 vots (3 escons)
- Independents per Amezketa 2 : 177 vots (2 escons)
- Eusko Abertzale Ekintza - Acció Nacionalista Basca : 154 vots (2 escons)
- Partit Popular : 1 vot (0 escons)
- Partit Socialista d'Euskadi - Euskadiko Ezkerra : 0 vots (0 escons)

Aquests resultats van donar com a alcalde a Julián Sagastume Garmendia, per part d'una de les formacions independents que es van presentar. L'esquerra abertzale va assolir ser la tercera força més votada per darrere de les dues candidatures independents, i PSE-EE i PP no van assolir cap representació, el primer per no obtenir ni un sol vot, i el segon per obtenir solament un vot en tota la localitat.

## Persones il·lustres
- Francisco de Argañaraz y Murguía: fundador de la ciutat de San Salvador de Jujuy a l'Argentina.
- Fernando Bengoechea, conegut com a Pernando Amezketarra (1764-1823): bertsolari.
- Antton Karrera: dirigent d'Ezker Batua Berdeak a Guipúscoa i parlamentari basc des de 2001, condemnat al procés de Burgos.
- Pello Zabala (1943): frare franciscà, escriptor, presentador radiofònic i meteoròleg.
- Joxean Tolosa (1955): pilotari. Actualment és comentarista esportiu a Euskal Telebista.